# ورگزک
ورگزک (به فرانسوی: Vergezac) یک کمون در فرانسه است که در Canton of Loudes واقع شده‌است.

## خصوصیات
ورگزک ۲۰٫۳۱ کیلومترمربع مساحت و ۴۰۵ نفر جمعیت دارد و ۱٬۰۰۰ متر بالاتر از سطح دریا واقع شده‌است.